# Амитоза
Амитоза (бинарна фисија, бинарна деоба или фисиона деоба) је тип бесполног размножавања бактерија (прокариота), неких протозоа као и неких органела (митохондрије, хлоропласти, пероксизоми) у еукариотској ћелији при коме се једна ћелија подели на две нове ћелије.
Новонастале ћелије су генетски клонови мајке ћелије. Код протозоа се разликују попречна и уздужна фисиона деоба зависно од положаја деобне равни. Фисиона деоба се разликује од митозе, регенерације тела после његовог пресецања на два дела (бодљокошци неки пљоснати црви) и од вегетативног размножавања код биљака.

## Фисиона деоба бактерија
Фисиона деоба бактерија је била предмет истраживања у многим истраживачким лабораторијама широм света захваљујући чему је утврђен генетски механизам тог процеса. Разумевање механизма ове деобе је веома значајно због проналажења хемијских препарата или антибиотика који ометају деобу, а тиме и ширење бактеријских инфекција.
У току деобе разликују следећи процеси:
- ДНК репликација,
- ДНК сегрегација,
- избор положаја деобне равни,
- инвагинација ћелијске мембране- цитокинеза,
- и синтеза ћелијског зида нових бактерија.

Овај наизглед једноставан процес, у ствари је веома сложен и регулисан контролним механизмима ћелије који обезбеђују временску и просторну усаглашеност физиолошког стања ћелије као и репликације, цитокинезе и другог. Регулаторни механизми до данас нису довољно разјашњени и захтевају додатна истраживања која би потпуно објаснила дешавања током фисионе деобе бактерија.

### ДНК репликација
Пре деобе, ДНК се причврсти за ћелијску мембрану, а затим се изврши њена репликација. Бактерије садрже један молекул ДНК у облику прстена. Репликација почиње на извесном делу кружног молекула ДНК, ланци ДНК се раздвоје и на сваком од њих се по принципу комплементарности синтетише нови ланац. Тако се образују два молекула ДНК од којих сваки садржи један стари ланац и један нови ланац (семиконзервативност) који су међусобно комплементарни. Новоформирани молекули ДНК су међусобно потпуно исти чиме се обезбеђује да нове ћелије имају иста копије гена и својства као и ћелија од које су настале.

### Остали процеси
После извршене репликације, у ћелији се налазе два једнака молекула кружне ДНК. Оба молекула се прчвршћују за ћелијску мембрану, након чега ћелија почиње да се издужује, чиме се молекули ДНК раздвајају. Када ћелија достигне двоструку запремину почиње увртање (инвагинација) ћелијске мембране ка унутрашњости ћелије. Након тога се бактерија дели на два једнака или неједнака дела са по једним молекулом ДНК у сваком делу.
Подела ћелијске цитоплазме под контролом је групе од десетак протеина који се налазе близу места где ћелија треба да се подели. Испитивања на бактерији ешерихија коли довела су до сазнања да је за њену деобу неопходна активност групе коју чини 9 гена (фтсА , фтсИ , фтсК , фтсЛ , фтсН , фтсQ , фтсW , фтсЗ и зипА). Кључну улогу има ФтсЗ протеин који на месту деобе образује прстен. Остали молекули који учествују у подели бактеријске ћелије групишу се око прстена. Ћелијска мембрана се инвагинише (расте ка унутрашњости ћелије) и тиме подели ћелију на два дела. Биохемијски механизми који су одговорни за овај процес нису довољно разјашњени. После тога се синтетише ћелијски зид на новим бактеријама.

#### ФтсЗ протеин
Широко је распрострањен па се налази код правих бактерија (Eubacteria), архебактерија (Archaea), а и код органела еукариотских ћелија. Сматра се да је хомолог тубулину, кључној компоненти микротубула еукариотских ћелија која је скоро универзална за те ћелије.
Одговоран је и неопходан за поделу бактеријске ћелије јер игра кључну улогу у њеној цитокинези. Сматра се да је овај протеин неопходан на самом почетку образовања преграде као и за завршни корак у цитокинези. Његова концентрација у ћелији регулише учесталост деоба. Генетска истраживања су показала да на њега делују ендогени инхибитори ћелијске деобе. Образује прстен у делу ћелије где ће се образовати преграда. Прстен остаје везан за крајеве инвагинација ћелијске мембране све док се преграда потпуно не формира и ћелија не подели на две нове. За активност овог протеина неопходно је присуство ГТП (гуанозин-трифосфат) који хидролизом ослобађа енергију неопходну за цитокинезу.

### Стопа размножавања
У повољним условима бактерије се деле на сваких 20-30 минута, што им даје невероватни потенцијал размножавања. Од само једне бактерије би после 24 часа непрекидног размножавања настало 2,81x10(на четрнаести) бактерија што је једнако броју ћелија у људском организму. Очигледно је да лечење бактеријских болести мора да буде веома брзо и ефикасно. Срећом, бактерије веома ретко могу да дуго одрже ову стопу размножавања јер их ограничавају фактори спољашње средине (недостатак хранљивих материја, инфекције бактериофагима и др.)